# Марсіковетере
Марсіковетере (італ. Marsicovetere) — муніципалітет в Італії, у регіоні Базиліката,  провінція Потенца.
Марсіковетере розташоване на відстані близько 330 км на південний схід від Рима, 30 км на південь від Потенци.
Населення — 5508 осіб (2014).
Щорічний фестиваль відбувається 20 травня. Покровитель — San Bernardino da Siena.

## Демографія
Населення за роками:

Станом на 1 січня 2023 року в муніципалітеті офіційно проживало 225 іноземців з 34 країн, серед них 120 громадян країн Євросоюзу та 7 громадян України.

## Сусідні муніципалітети
- Кальвелло
- Грументо-Нова
- Марсіко-Нуово
- Патерно
- Трамутола
- Віджано